# Monophadnoides ruficruris

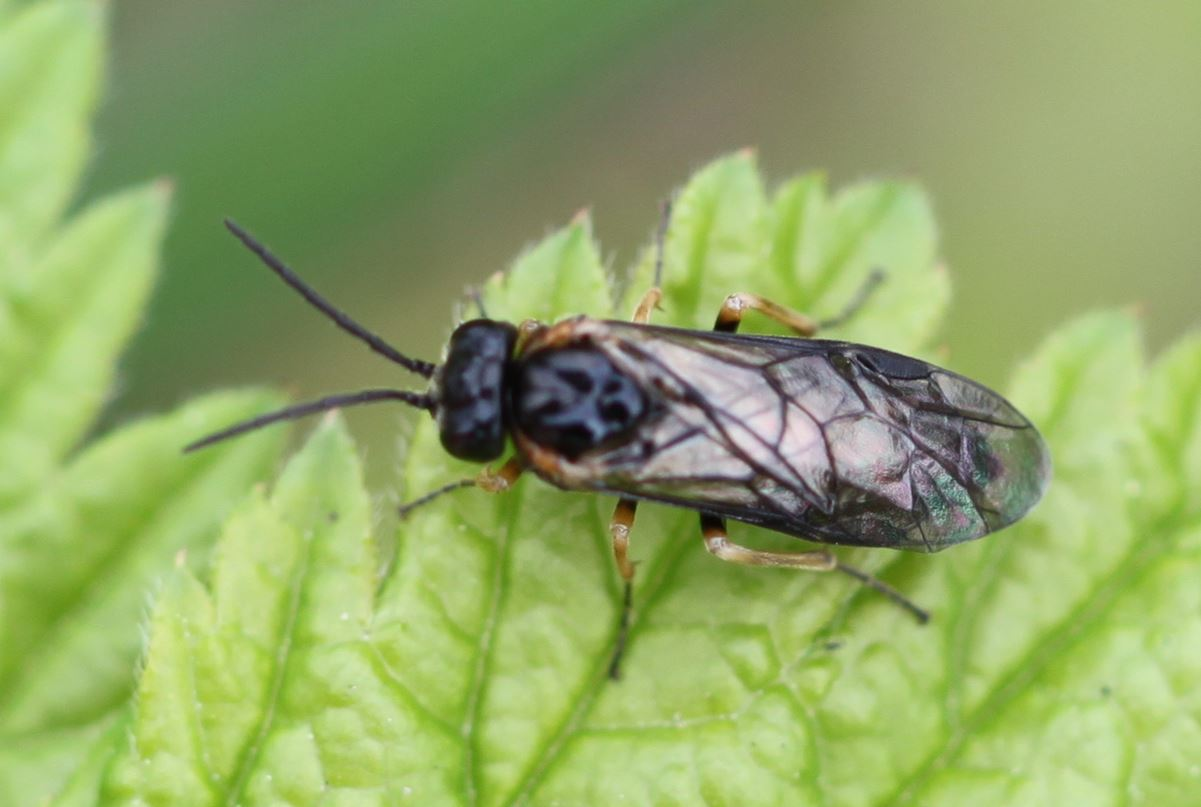
Dorsalansicht

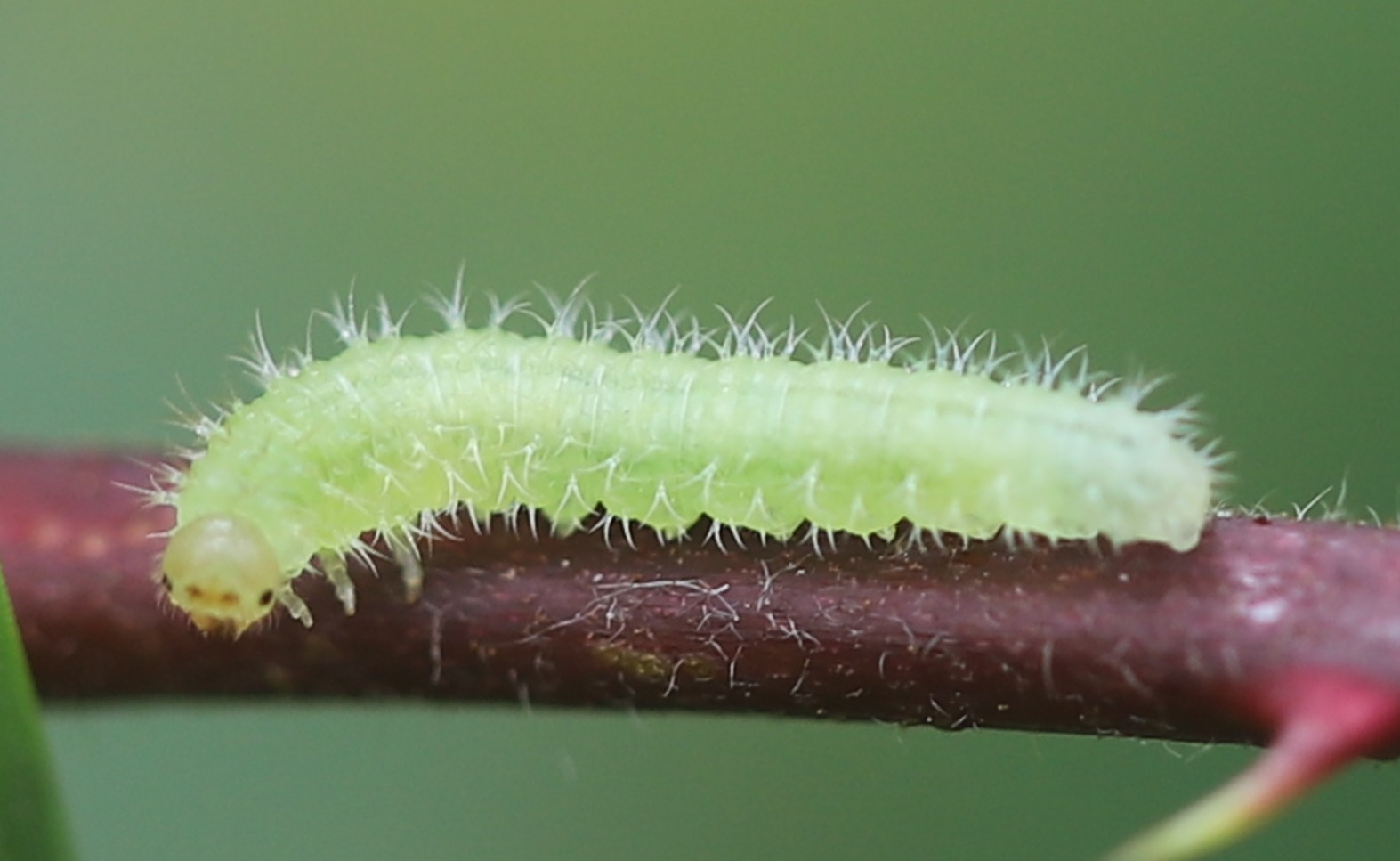
Larve Ende Mai an Brombeere

Monophadnoides ruficruris ist eine Blattwespe aus der Unterfamilie Blennocampinae. Die Art wurde von dem französischen Entomologen Gaspard Auguste Brullé  im Jahr 1832 als Selandria ruficruris erstbeschrieben. Das lateinische Art-Epitheton ruficruris bedeutet „rotbeinig“. Die Gattung Monophadnoides ist in Europa mit 2 Arten vertreten. Die zweite Art ist Monophadnoides rubi.

## Merkmale
Die Blattwespen sind 6–8 mm lang. Sie sind überwiegend schwarz gefärbt. Der Vorderrand des Pronotums sowie die Tegulae sind rotgelb. Die Tibien sind rotgelb gefärbt. Die Femora weisen ein rotgelbes apikales Ende auf und sind ansonsten verdunkelt. Die Tarsen sind verdunkelt. Deren Klauen sind deutlich gespalten und weisen einen inneren und einen äußeren Zahn auf.
Die Larven besitzen einen hellgrünen Körper mit abstehenden hellen doppeldornigen Börstchen. Die Kopfkapsel ist olivfarben.

## Verbreitung
Monophadnoides ruficruris ist in Europa verbreitet. Das Vorkommen reicht von Großbritannien im Norden bis in den Mittelmeerraum (Iberische Halbinsel, Korsika, Albanien) und auf die Balkanhalbinsel (Rumänien, Bulgarien). In Deutschland gilt die Art als nicht gefährdet.

## Lebensweise
Die Imagines beobachtet man von April bis Mai, die Larven hauptsächlich im Juni. Zu den Wirtspflanzen der Art gehören Brombeeren (Rubus fruticosus) und Himbeeren (Rubus idaeus). Die Larven fressen an den Blättern der Wirtspflanzen.